# Lasdona Chasma
Lasdona Chasma is een kloof op de planeet Venus. Lasdona Chasma werd in 1985 genoemd naar Lasdona, godin van de bossen in de Litouwse mythologie.
De kloof heeft een lengte van 697 kilometer en bevindt zich in het quadrangle Fortuna Tessera (V-2).